# Монастырь Сарн
Монастырь Сарн (нем. Zisterzienserkloster Saarn) — монастырь ордена цистерцианцев в одноименном районе города Мюльхайм-ан-дер-Рур (федеральная земля Северный Рейн — Вестфалия).

## История
Точная дата основания монастыря в Сарне неизвестна. Археологические исследования дают основания предположить, что монастырь был основан около 1200 года. Точно известно, что монастырь стал принадлежать ордену цистерцианцев в 1214 году (см. История монастыря на сайте монастырского музея (нем.)). Первой настоятельницей монастыря была аббатиса Вольберна. В 1223 году римский папа Гонорий III предоставил монастырю определенные привилегии и взял под папскую защиту.

В ходе медиатизации, которая проходила под руководством наполеоновского министра Талейрана, в 1808 году монастырь был секуляризирован. Имущество монастыря перешло во владение французского правительства Великого герцогства Берг.

В январе 1815 года в помещениях монастыря начал работать Прусский королевский оружейный завод. С 1936 года строения монастыря перешли в собственность города Мюльхайм-ан-дер-Рур и в них был открыт дом престарелых.

В 1979—1989 годах монастырские строения были отремонтированы и в них открылся музей, конференц-зал. В монастырской церкви проводятся концерты духовной музыки.

 Сегодня монастырь Сарн — это также тематический пункт регионального проекта «Путь индустриальной культуры» Рурского региона.